# Huejotzingo
Huejotzingo ist eine Stadt im nordwestlichen Teil des mexikanischen Puebla im breiten Talbecken des Río Atoyac rund 24 km nordwestlich der Hauptstadt Puebla. Der Name kommt als Huexotzinco (Huexōtzinco) aus dem Nahuatl, ist aus dem Substantiv huexōtl, Weide, dem Diminutiv-Suffix -tzin und dem Lokativsuffix -co gebildet und kann als „Kleiner Weidenort“ übersetzt werden.
Huejotzingo hat gut 25.000 Einwohner und ist Verwaltungssitz des Municipio Huejotzingo in der Zona Metropolitana de Puebla-Tlaxcala.

## Geschichte

### Vorspanische Zeit
Quellen für die vorspanische Zeit sind in erster Linie die Berichte indianischer und spanischer Verfasser aus der Kolonialzeit, die sich auf einheimische Traditionen stützen. Kolonialzeitliche Dokumente aus der Region werfen gelegentlich etwas Licht auf die vorspanische Zeit, insgesamt entsteht jedoch der Eindruck, dass aus lokaler Sicht die chaotischen Verhältnisse der letzten Jahre vor der spanischen Eroberung möglichst nicht erwähnt werden sollten.

#### Vorherrschaft
In der Mitte des 14. Jahrhunderts kam es zu Rivalitäten über die Vorherrschaft in der Region, wobei die Huexotzinca auf die Unterstützung der mit ihnen verwandten Acolhuaque aus dem Becken von Mexiko zählen konnten. Tlaxcallan entkam einer Niederlage dank der Hilfe seiner südlichen Nachbarn Cholollan, Cuauhtinchan und Totimehuacan. Eine Folge dieser Entwicklung war, dass insbesondere die politische Macht und territoriale Ausdehnung von Cholollan stark eingeschränkt wurde. Insgesamt trat danach – die exakte Datierung ist kontrovers – eine Zeit der ausgeglichenen Kräfte und Stabilität ein, wobei Huexotzinco die Rolle eines primus inter pares eingenommen haben dürfte. Gemeinsame Kriegsunternehmungen richteten sich unter anderem gegen Chalco im Becken von Mexiko und Cuauhquechollan, dessen Hauptort sich damals an der Stelle der modernen Stadt Atlixco befand. Da Cuauhquechollan unterlag, musste es rund 20 km nach Südwesten verlegt werden, sein vorheriges Territorium im besonders fruchtbaren Talgebiet wurde unter Huexotzinco und Calpan aufgeteilt – eine Struktur die bis in die Kolonialzeit Bestand hatte. Die Ausdehnung brachte Huexotzinco in direkten Kontakt mit Totimehuacan, das es nach anfänglichen Misserfolgen besiegte. Das dadurch sichtbar werdende Entstehen einer lokalen Macht rief Reaktionen im Becken von Mexiko hervor: Tlatelolco intervenierte und eroberte Cuauhtinchan, von wo es durch eine Fraktion des kleinen multiethnischen Staates zu Hilfe gerufen worden war. Tlatelolco etablierte in der Folge in Cuauhtinchan eine neue Herrscherdynastie.

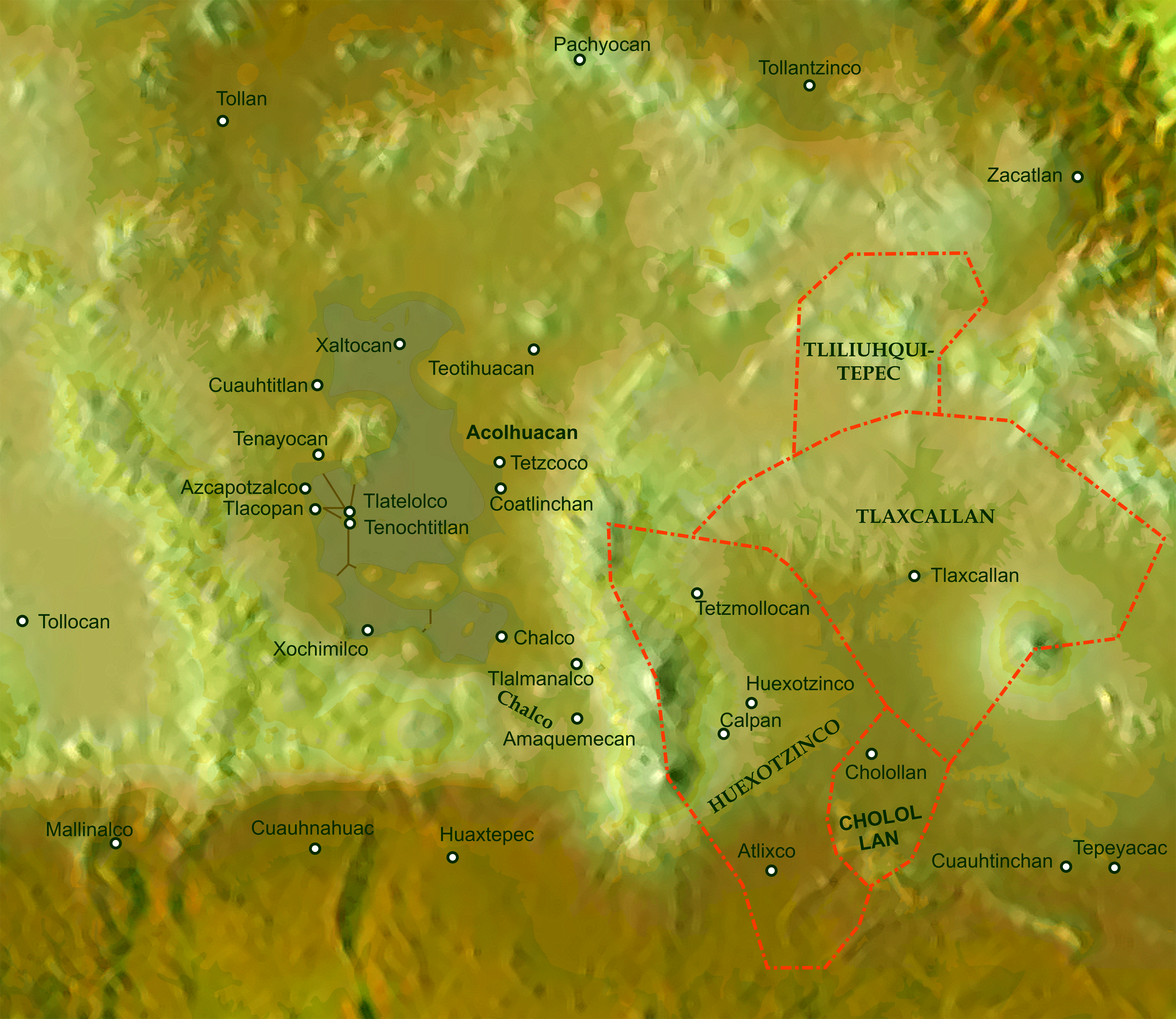
Huexotzinco und Tlaxcallan als Enklaven innerhalb des Aztekischen Reiches

Gegenüber den Veränderungen im Becken von Mexiko, durch die die Tepaneken zur führenden Macht aufstiegen, blieben Huexotzinco und Tlaxcallan zunächst neutral. Dennoch bot Huexotzinco dem nach der Ermordung seines Vaters flüchtigen designierten Herrscher von Tetzcoco, Nezahualcóyotl, Asyl. Dies führte zu einer Einmischung Huexotzincos in den Herrschaftsstreit von Tetzcoco an der Seite der erstarkenden Gegner der Tepaneken, Tenochtitlan und Tlatelolco. Mit dieser entscheidenden Unterstützung konnte Nezahualcoyotl sein Territorium zurückgewinnen. Huexotzinco und Tlaxcallan hielten die Allianz mit dem neuen Dreibund im Becken von Mexiko (Tenochtitlán, Texcoco und Tlacopan) aber nicht aufrecht, sondern boten nun den aus Texcoco Geflohenen der Gegenpartei Unterschlupf.

#### Auseinandersetzungen mit dem aztekischen Dreibund
Der zentralmexikanische Dreibund unternahm im Rahmen seiner aktiven Expansionspolitik ab Mitte des 15. Jahrhunderts, insbesondere unter Moctezuma I. verschiedene Versuche, sich die Macht jenseits der Vulkankette Popocatépetl und Iztaccíhuatl zu sichern oder jedenfalls die Handelswege zum und im tropischen Küstenland kontrollieren zu können. Huexotzinco, Cholollan und Tlaxcallan intervenierten deshalb in Coaixtlahuacan und in Cuetlaxtlan und Ahuilizapan im heutigen Veracruz, allerdings vergeblich.
Ungefähr gleichzeitig eroberte Tenochtitlan – wiederum auf Bitten der den Azteken freundlich gesinnten Fraktion in Cuauhtinchan – die benachbarte Stadt Tepeyacac, die danach Teil des aztekischen Tributimperiums blieb. Damit, und durch weitere Eroberungen kleinerer politischer Einheiten, waren Huexotzinco und Tlaxcallan praktisch eingekreist. Die jetzt unter aztekischer Herrschaft stehenden kleinen Herrschaften trugen zahlreiche kleinere Angriffe gegen Huexotzinco, Tlaxcallan und deren Alliierte vor, zunächst gegen Totimehuacan, dessen Bewohner fliehen mussten. Auch aus anderen Gebieten wurden Flüchtlinge aufgenommen, insbesondere nach der Eroberung von Chalco durch die Azteken im Jahre 1465.

#### Blumenkriege
Da beide Seiten offenbar weder stark genug waren noch sich Gewinn von weiteren Eroberungen versprachen, entstand die eigenartige Institution der Blumenkriege, durch die trotz regelmäßiger militärischer Aktivitäten in den näheren Umgebungen die Machtverhältnisse nicht stärker verändert wurden. In den Augen der Azteken waren die Blumenkriege mit Tlaxcallan und vor allem Huexotzinco auch deshalb besonders wichtig, weil die Krieger dieser Städte wegen ihrer Tapferkeit berühmt waren. Die Blumenkriege sollten aber nicht als wenig ernsthaft abgetan werden; bei einer Gelegenheit kurz vor Ende des 15. Jahrhunderts erlitten die aztekischen Truppen eine ihrer seltenen Niederlagen und eine Anzahl von Mitgliedern ihrer Herrscherfamilie kam zu Tode.

#### Niedergang

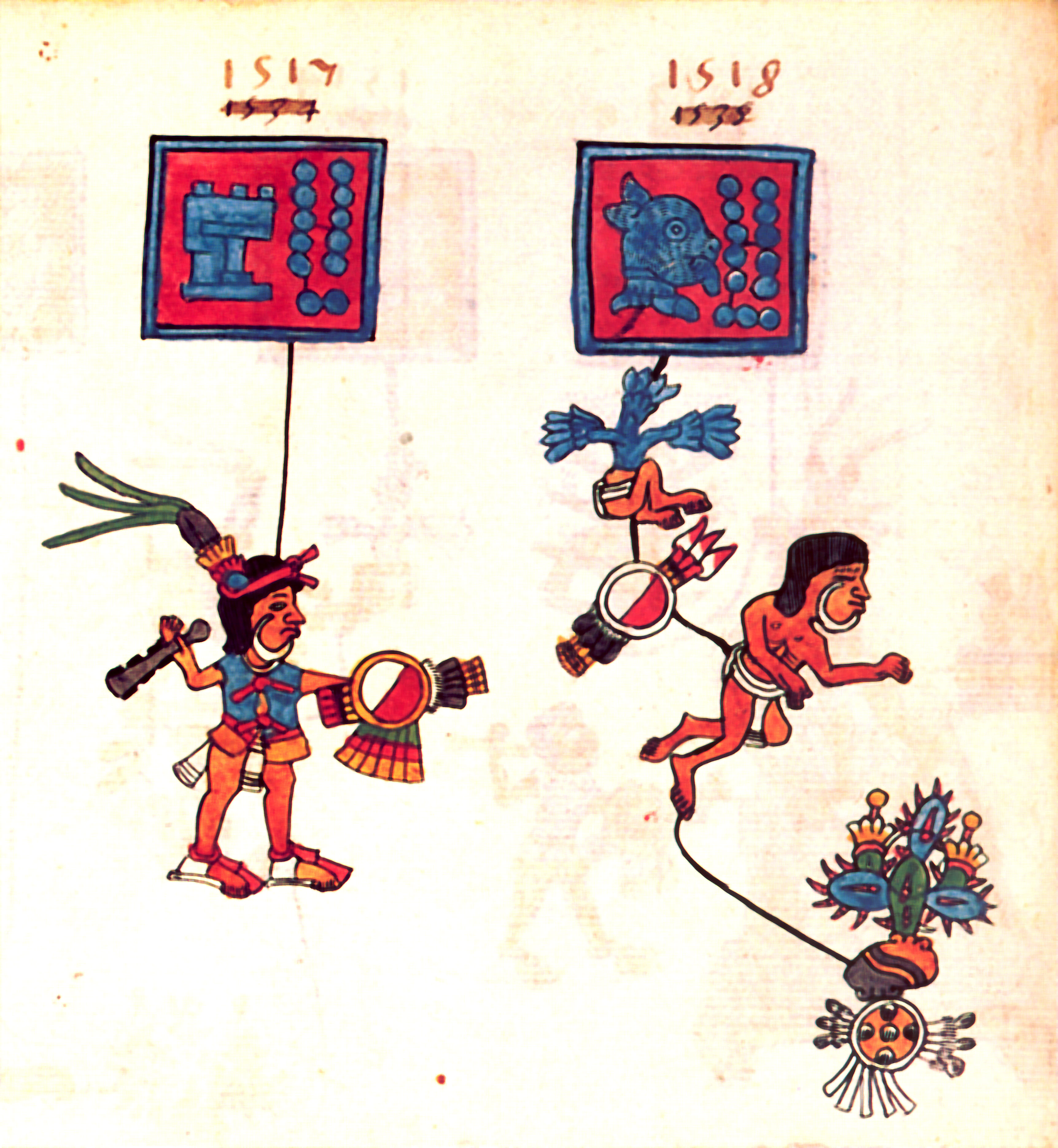
Kriege zwischen Tenochtitlan und Huexotzinco im Codex Telleriano Remensis für die Jahre 1517 und 1518. Der nackte Krieger für 1518 dürfte die Niederlage Huexotzincos ausdrücken

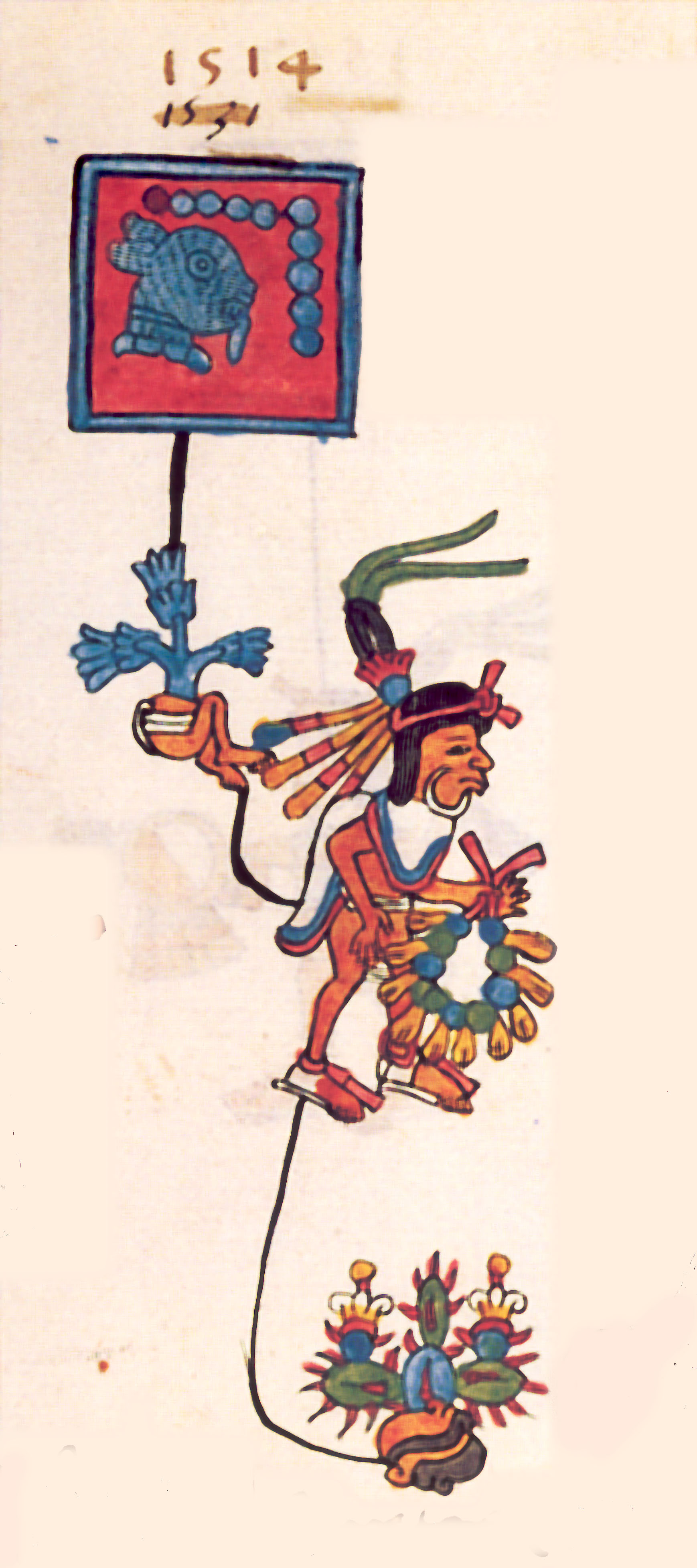
Krieg zwischen Tenochtitlan und Huexotzinco im Codex Telleriano Remensis für das Jahr 1514

Bald danach kam es zu einer nur fragmentarisch bekannten Entwicklung, die offenbar ausgelöst wurde durch den Tod des Herrschers Chiaucoatl von Chiautzingo, einer der Herrschaften innerhalb von Huexotzinco. Sein Sohn, Toltecatzin, kam in Streit mit den Priestern der lokalen Gottheit Mixcoatl-Camaxtli, woraus sich eine Bürgerkrieg entwickelte, der zum Nachteil von Toltecatzin und seinen Gefolgsleuten ausging, die nach Amaquemecan (in Chalco) fliehen mussten. Der Bürgerkrieg scheint jedoch weiter angedauert zu haben. Die dadurch verursachte Schwächung wurde von Tlaxcallan genutzt um in wenig besiedelte Gebiete im nördlichen Teil der gemeinsamen Grenzregion einzufallen. Daraus entwickelte sich ein blutiger Krieg, in dessen Verlauf Tlaxcallan mehrfach die Ernten in Huexotzinco zerstörte und dort eine Hungersnot verursachte. Viel Volk aus Huexotzinco sah keinen anderen Ausweg als ins Becken von Mexiko zu fliehen, auch nach Tenochtitlán. Sie wurden von zweien ihrer Herrscher, Tecayehuatl und Xayacamachan angeführt und in Tenochtitlán freundlich aufgenommen. Moctezuma II. verlegte Truppen nach Huexotzinco, wo sie oberhalb des Ortes ein Lager errichteten. Die Kämpfe dauerten mehrere Jahre an, bis Tlaxcallan schließlich besiegt und aus Huexotzinco vertrieben wurde.
Danach kehrten kurz vor der Ankunft der Spanier in Mexiko viele Huexotzinca nach Hause zurück. Während die Gruppe des Tecayehua offenbar mit dem Einverständnis des aztekischen Herrschers weggingen, scheint die Gruppe des Xayacamachan sich heimlich davon gemacht zu haben, wurde aber ertappt und in der Nähe von Amaquemecan getötet. Eine Ursache im Hintergrund für Auseinandersetzungen scheint die Weigerung der Huexotzinca gewesen zu sein, das Bild ihres Gottes Camaxtli den Azteken zu übergeben. Da diese die Bilder der Gottheiten unterworfener Gebiete in ihren Tempeln beherbergten, dürfte die Weigerung eine diplomatische Form gewesen zu sein, auszudrücken, dass man sich nicht unterworfen fühlte. Ein Schlaglicht auf die Verhältnisse wirft die Aussage der Quellen, dass die Huexotzinca nach der Rückkehr ihre aztekischen Frauen aus der Zeit ihres Exils und deren Kinder töteten. Anschließend kam es zu einem Aufleben der Allianz zwischen Huexotzinco, Tlaxcallan und Cholollan, die offen gegen den aztekischen Dreibund gerichtet war. Dies wurde offenkundig, als Tecayehuatl eine Einladung zu den Feierlichkeiten bei einer Tempelweihe in Tenochtitlán ausschlug. Folge war ein neuerlicher Ausbruch des Krieges, der seinen Höhepunkt am Berg Ahuayocan (heute: Cerro Coxtocan nahe San Martín Texmulucan) hatte, wobei die Azteken eine schwere Niederlage erlitten und die aztekische Garnison aufgerieben wurde. In die Hände Huexotzincos fiel der zweithöchste Würdenträger von Tlatelolco, der tlacatecatl Totozaca, der anschließend geopfert wurde. Die Tlaxcalteken unter Xicoténcatl waren die großen Sieger, während Huexotzinco offenbar seine Unabhängigkeit endgültig verloren hat und die Tenochtitlán freundliche Fraktion des Tecayehuatl in der Bedeutungslosigkeit verschwand. Ab nun wird als Herrscher von Huexotzinco Quecehuatl genannt, ohne dass über ihn genaueres bekannt wäre.

#### Struktur
Das politische Zentrum Huexotzinco bestand, wie manche andere in der Region, aus vier dicht benachbarten Zentren, nämlich Tecpan (das eigentlich Huexotzinco), Xaltepetlapan, Almoyahuacan und Ocotepec. Sie lagen alle in relativ geschützter Lage auf den unteren Ausläufern des Vulkans Iztaccíhuatl getrennt durch bis zu 100 m tiefe Schluchten. Ihre Herrscher übten die Macht in Huexotzinco gemeinsam aus, wenngleich eine gewisse Dominanz gewechselt zu haben scheint.

### Conquista
Das Eindringen der spanischen Konquistadoren geschah zu dem für den Aztekischen Dreibund denkbar ungünstigsten Augenblick, als durch innere Auseinandersetzungen die Kräfte in den von den Azteken unabhängigen Gebieten tiefgehend geschwächt waren und auch die jetzt dominierende Macht, Tlaxcallan, zu keinem effektiven Widerstand fähig war. Außerdem war die Erinnerung an die kaum vergangenen letzten Kriege mit den Azteken so frisch, dass jede Chance, sich von deren Umklammerung und Druck zu befreien, willkommen sein musste. Als die Tlaxcalteken sich mit Hernán Cortés gegen die Azteken verbündeten, schlossen auch die Huexotzinca ein Bündnis mit den Spaniern. Dieses Bündnis hielt bis zum Sieg über die Azteken.
Von Tlaxcallan, wo sich die Spanier zwischen dem 23. September und dem 13. Oktober 1519 aufgehalten hatten, zogen sie nach Cholula, wo es am 18. Oktober zum bekannten Massaker gegen die einheimische Bevölkerung kam. Von dort zog das spanische Eroberungsheer am 2. November 1519 aus durch Territorium von Huexotzinco über den Ort Los Ranchos de Itzcalpan (heute: Los Ranchos) und am folgenden Tag über die heute Paso de Cortés genannte Senke zwischen dem Popocatépetl und der Iztaccíhuatl nach Tenochtitlan. Hilfstruppen und Träger aus Tlaxcallan und Huexotzinmco begleiteten sie.
Vor der endgültigen Einnahme von Tenochtitlan transportierten unzählige indianische Helfer die in Tlaxcallan im Oktober 1520 gebauten Boote über den Ort Tetzmollocan, heute Santa María Texmelucan, und den Paso de Río Frío zum Texcoco-See.

### Kolonialzeit
Kurz nach dem Abschluss der Eroberung von Tenochtitlan begann Cortés im Gebiet von Huejotzingo, das er für sich reklamierte, Schweinezucht im großen Maßstab.
Kurz nach der Ankunft der ersten zwölf Franziskaner in Mexiko im Sommer 1524 wurde in Huexotzinco das erste Kloster errichtet, das dem Erzengel Michael geweiht war. Es scheint, dass dieser Konvent nicht von Anfang an an der heutigen Stelle bestand, sondern in einem der Hauptorte von Huexotzingo. Um 1545 sind an der jetzigen Stelle jedoch Bauten nachzuweisen, im Dach einer der Kapellen im Hof ist das Jahr 1550 eingemeißelt. Die Bauarbeiten am Kloster zogen sich aber mehrere Jahrzehnte hin. Das Kloster gehört zu den Missionsstationen am Fuße des Popocatépetl und wurde 1994 ins UNESCO-Weltkulturerbe aufgenommen.
Unter der Herrschaft der „Ersten Audiencia“ (Primer Audiencia), dem vom spanischen König eingesetzten obersten Gerichts- und Verwaltungsorgan (seit 1527), mit seinem Präsidenten Nuño Beltrán de Guzmán, die alle Güter des Cortés (der sich ab 1528 in Spanien befindet) konfiszierte, litt Huejotzingo unter deren gewaltigen Tributforderungen und anderen Übergriffen. Der gewählte aber noch nicht geweihte Bischof Juan de Zumárraga und andere Franziskaner, darunter an führender Stelle Motolinia ergreifen die Partei der einheimischen Bevölkerung und gewähren ihr Asyl im Kloster. Die Auseinandersetzungen dauern auch an, nachdem Huejotzingo als Encomienda an den Konquistador Diego de Ordaz, den Erstbesteiger des Popocatepetl, vergeben worden war. Nuño de Guzmán zwingt im Dezember 1529 eine große Anzahl von Kriegern aus Huejotzingo, ihn auf seiner Eroberungsexpedition nach Nordwestmexiko zu begleiten, die alle den Zug nicht überleben.
Im Jahre 1532, nach dem Tod Diego de Ordaz’ auf einem Expeditionszug in Peru, fällt die Encomienda Huejotzingo an die spanische Krone. Im nächsten Jahr tritt Huejotzingo im Raum von Atlixco Land an die spanischen Siedler der kurz zuvor gegründeten Stadt Puebla. Auch wird der Fernverkehrsweg („camino real“) über Puebla an die Küste ausgebaut.

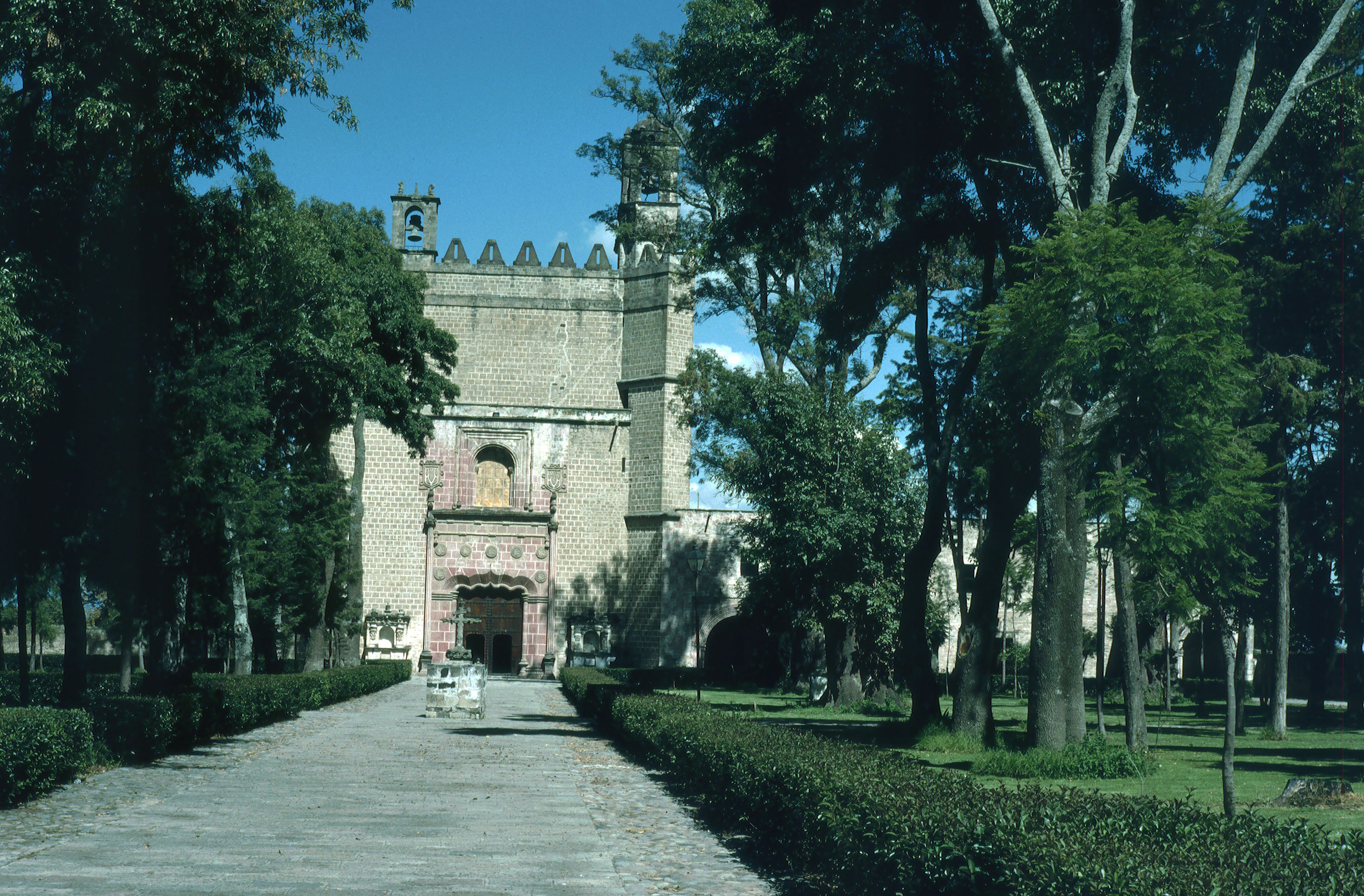
Ehemalige Klosterkirche und Konvent in Huejotzingo

Mit Anordnung des Vizekönigs Luis de Velasco vom 26. August 1552 wurde die Bevölkerung der Hauptorte und der zahlreichen verstreuten Siedlungen in die neue Stadt verlegt, die rings um das Kloster zu entstehen begann. Die Umsiedlung war nicht sehr erfolgreich, denn zahlreiche Menschen zogen es vor, mehr oder weniger heimlich wieder in ihre alten Wohnorte zurückzukehren, so dass die mit wenigen Ausnahmen heute noch existieren. Eine Gliederung der Stadt durch die Hauptachsen in vier Viertel entspricht bis heute den alten Hauptorten, desgleichen die Kapellen im Vorhof der Klosterkirche.

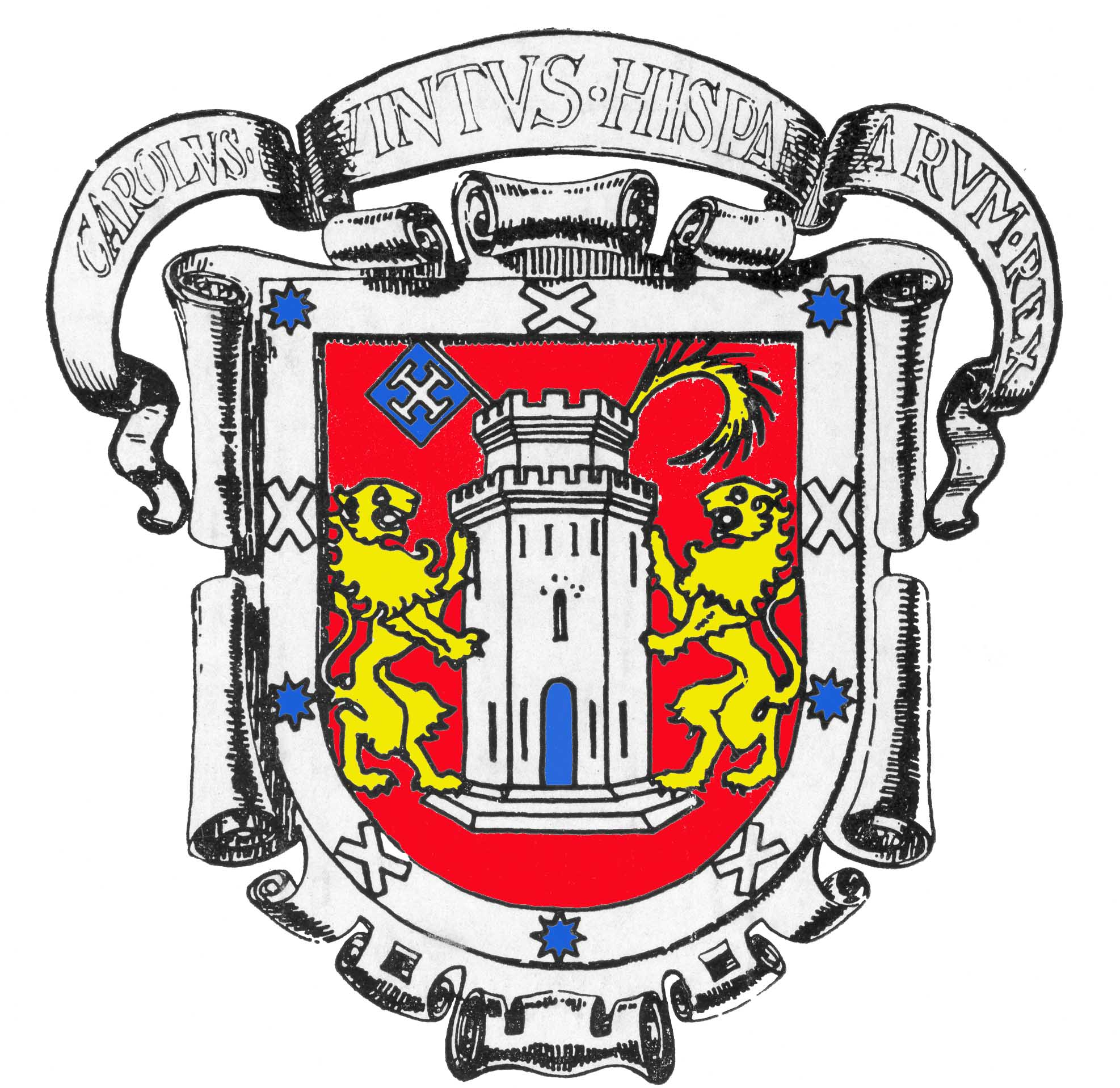
Wappen von 1553

Wie zur Belohnung für die Umsiedlung verlieh im August 1553 der spanische König Carlos I. dem Ort den Titel einer Stadt und ein Wappen. 1559 wurde eine der Stadt gehörende Mühle am nahegelegenen Río Xochiac vollendet.
Anders als Tlaxcala, das wegen seiner Hilfe für die Spanier in der Kolonialzeit eine Verzugsbehandlung erhielt, gab es für Huexotzinco keine Vorrechte. In den 1540er Jahren wurde in Huexotzinco eine indianische Lokalregierung nach spanischem Vorbild eingerichtet, die aus einem Stadtrat (Cabildo) unter der Führung eines Gouverneurs (Gobernador) bestand. Dieser wurde aus dem Adel der früheren Hauptorte (jetzt als Cabeceras bezeichnet) gewählt und sollte im Prinzip zwischen ihnen rotieren.
Bischof Fernández de la Cruz informierte den König im Jahr 1681, der Ort werde von „140 Spaniern, mehr als 220 Mestizen, Schwarzen und Mulatten“ bewohnt. In seinem Einflussbereich lägen außerdem zwanzig kleine Dörfer und 52 Haciendas mit insgesamt 4229 Indios.

## Kultur und Tourismus
Neben dem Kloster San Miguel ist die wichtigste kulturelle und touristische Attraktion der angeblich seit 1868 stattfindende Karneval von Huejotzingo. Die traditionellen Tänze mit Verkleidungen und Masken werden jährlich an vier aufeinanderfolgenden Tagen vor Aschermittwoch während der Fastenzeit aufgeführt. Die Tänzer stellen dabei unter anderem die Schlacht bei Puebla nach.

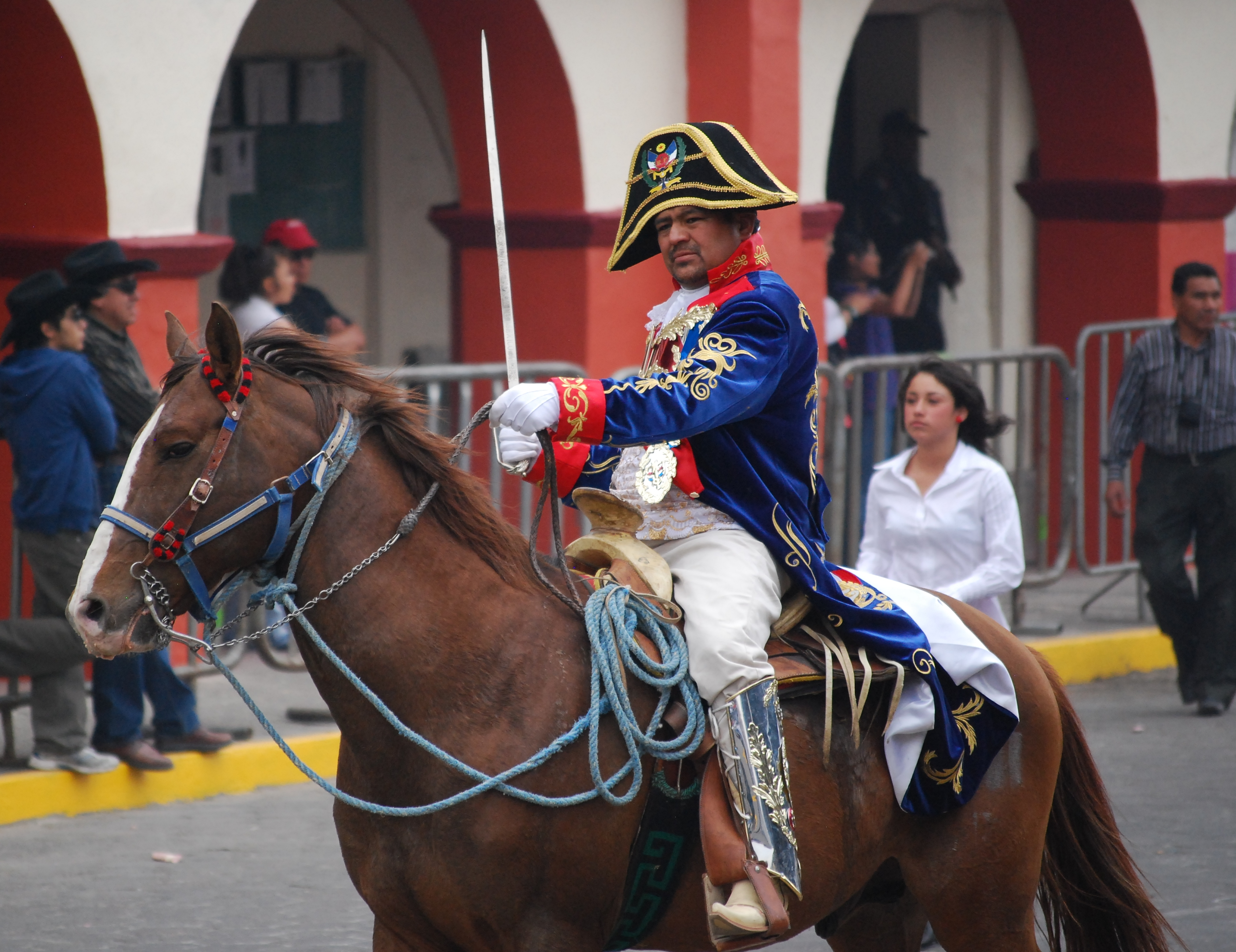
Karnevalsteilnehmer im Kostüm eines französischen Generals

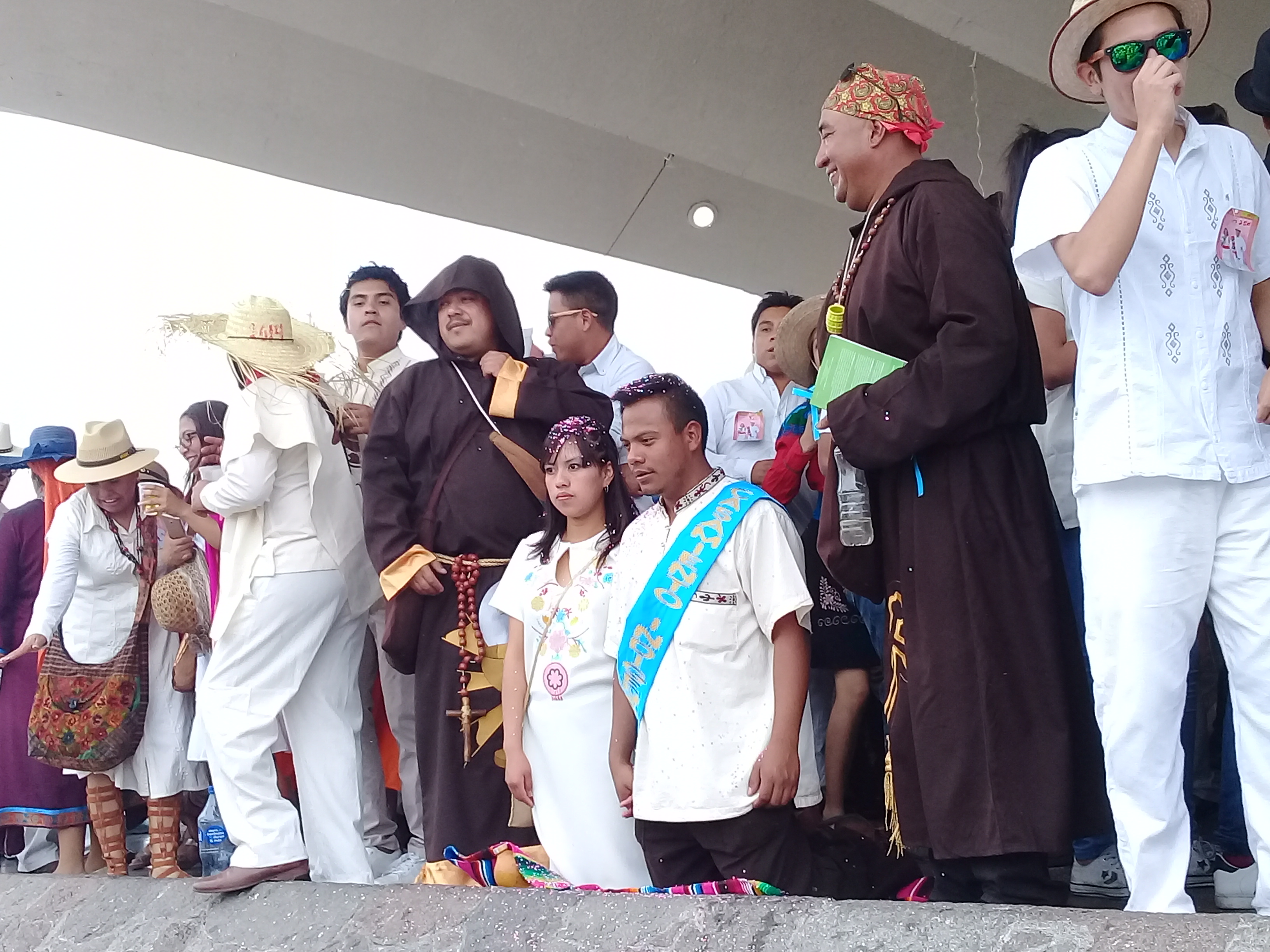
Die Darstellung der „Ersten Indio-Hochzeit nach katholischem Ritus“ ist ein Bestandteil des Karnevals

Auch der vorspanische Brauch der als Huehues bezeichneten Tänzer, die als alte Männer verkleidet sind, wurde in den Karneval integriert.

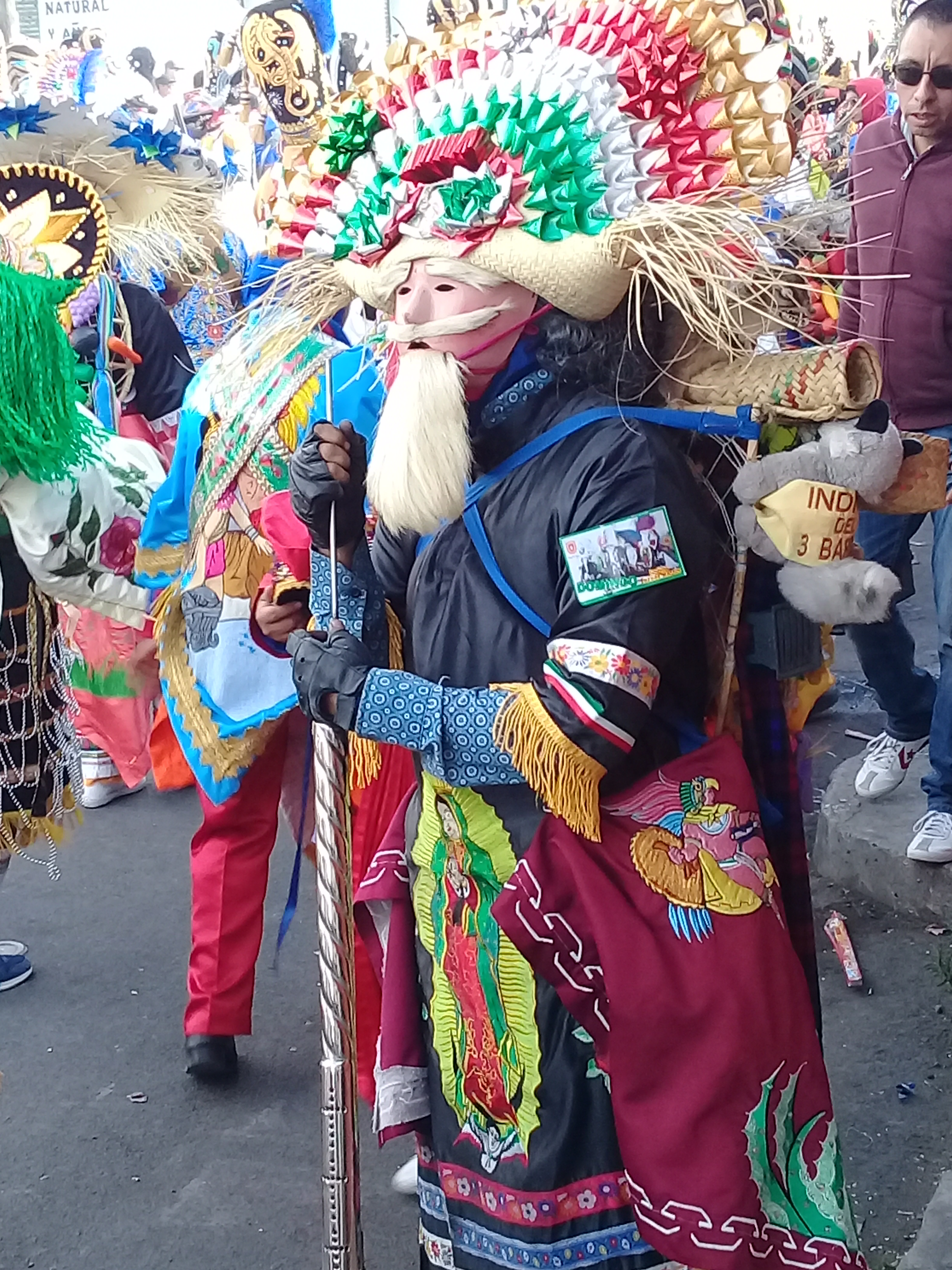
Teilnehmer im Kostüm des Zacapoaxtla

Darüber hinaus ist Huejotzingo bekannt für die Produktion und den Verkauf von Obstkonserven und Apfelwein.

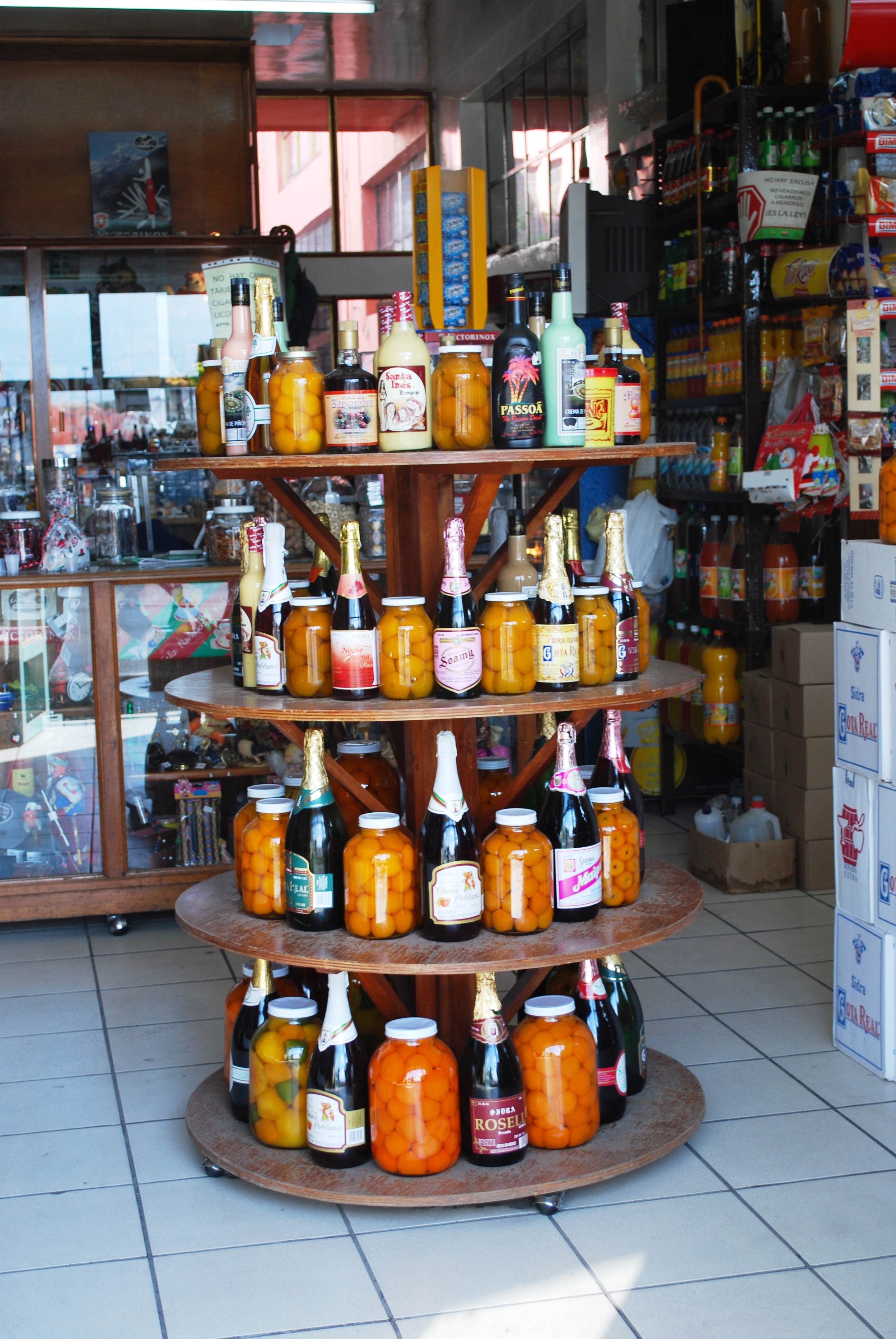
Verkauf von eingelegtem Obst und Apfelwein in Huejotzingo